# (4985) Fitzsimmons
(4985) Fitzsimmons es un asteroide perteneciente al cinturón exterior de asteroides descubierto por Claes-Ingvar Lagerkvist el 23 de agosto de 1979 desde el Observatorio de La Silla, Chile.

## Designación y nombre
Fitzsimmons se designó inicialmente como 1979 QK4.
Posteriormente, en 1993, fue nombrado en honor del astrónomo británico Alan Fitzsimmons.

## Características orbitales
Fitzsimmons está situado a una distancia media de 3,243 ua del Sol, pudiendo acercarse hasta 2,771 ua y alejarse hasta 3,715 ua. Su excentricidad es 0,1455 y la inclinación orbital 0,8178 grados. Emplea en completar una órbita alrededor del Sol 2133 días.

## Características físicas
La magnitud absoluta de Fitzsimmons es 13.